# 関田英穂
関田 英穂（せきだ ?、1867年（慶應3年）1月17日 - 1943年（昭和19年）10月27日）は、高知県長岡郡大篠村大そね254番屋敷に生まれた高知県人。大篠村村長やその他地方自治に尽力した。

## 経歴・人物
土佐国長岡郡大篠村大そね関部落に生まれる。（現・南国市大そね）1867年（慶応3年）1月17日に、関田為三郎と登良の長男として生まれる。初名は駒太郎。明治27年2月15日英穂に改名願。幼少のころは、琴平神社宮地氏のもとで漢籍を学んだ。性格は温厚篤実であり、郷党信望していた。
明治38年、大篠村助役になった後、続けて大篠村村長に推薦されて4期にわたり村長を勤めた。歴代村長には、溝淵静閑や岡上忠兵衛、島崎清美や関田為平などがいる。日露戦争の後は、地方自治による勲功があったとして、勲八等瑞宝章を賜わった。その後は山田堰水利組合、組合病院、組合製糸、大篠農協等各役職を歴任して、郷党の信に応えた。また、地方自治制が発布されて50周年にあたり、その功顕著なる者として表彰を受けた。
一人娘に茂樹がおり、関田為平に嫁いだ。1943年（昭和19年）10月27日没後、孫の関田健二が家督を相続している。家紋は丸に剣片喰である。

## 親族
- 父：関田為三郎
- 母:関田登良（登良の父　岡田貞七郎の二女）
- 長女：関田茂樹
- 長女の夫：関田為平（社会教育家）
- 弟：関田勇
- 妹：関田小宇面
- 祖父：関田百次（為三郎の父）
- 祖母：関田右免（為三郎の母）
- 曽祖父：関田常作（右免の父）
- 孫：関田健二
- 曾孫：関田康慶（東北大学名誉教授）- 健二の長男
- 玄孫：関田典義 - 康慶の二男
- 来孫：関田康誠 - 典義の長男
- 来孫：関田健誠 - 典義の二男